# Jaquirana
Jaquirana es un municipio brasileño del estado de Rio Grande do Sul.
Se encuentra ubicado a una latitud de 28º53'05" Sur y una longitud de 50º21'28" Oeste, estando a una altitud de 927 metros sobre el nivel del mar. Su población estimada para el año 2004 era de 5204 habitantes.
Ocupa una superficie de 917,59 km².
- Datos: Q947648
- Multimedia: Jaquirana / Q947648